# Juanito Oiarzabal
Juanito Oiarzabal (ur. 30 marca 1956 w Vitorii) – hiszpański himalaista, zdobywca wszystkich 14 ośmiotysięcznych szczytów.
Jest pierwszym Hiszpanem oraz szóstym człowiekiem w historii, który zdobył Koronę Himalajów. Pierwszy ośmiotysięczny szczyt (Czo Oju) zdobył w roku 1985, ostatni (Annapurnę) – 14 lat później, w 1999 roku. W ciągu ponad 20 lat uprawiania himalaizmu wziął udział w prawie 40 ekspedycjach, zdobywając (do 2009 r.) łącznie 23 razy ośmiotysięczne szczyty, co jest światowym rekordem. Oiarzabal napisał cztery książki, opisując w nich swoje wyprawy oraz zdobycie Korony Himalajów.

## Historia zdobycia Korony Himalajów
1. 1985 – Czo Oju (8201 m)
2. 1987 – Gaszerbrum II (8035 m)
3. 1992 – Nanga Parbat (8125 m)
4. 1993 – Mount Everest (8848 m)
5. 1994 – K2 (8611 m)
6. 1995 – Makalu (8465 m)
7. 1995 – Lhotse (8516 m)
8. 1995 – Broad Peak (8047 m)
9. 1996 – Kanczendzonga (8586 m)
10. 1997 – Manaslu (8163 m)
11. 1997 – Gaszerbrum I (8068 m)
12. 1998 – Dhaulagiri (8167 m)
13. 1998 – Sziszapangma (8046 m)
14. 1999 – Annapurna (8091 m)